# Sofia (provins)
 For alternative betydninger, se Sofia (flertydig). (Se også artikler, som begynder med Sofia)
Sofiaprovinsen er en af de 28 provinser i Bulgarien, beliggende i den vestlige del af landet, grænsende til ni andre af landets provinser, samt til nabolandet Serbien. Provinsen omslutter, men inkluderer ikke landets hovedstad Sofia, der har status som en selvstændig provins. Sofiaprovinsen har et areal på 7.059 kvadratkilometer, hvilket gør den til landets arealmæssigt næststørste, kun overgået af Burgas-provinsen. Indbyggertallet er (pr. 2009) på 254.996.Folketællingen 7. september 2021 viste et indbyggertal på 231.989 i provinsen. Klik på referencen under indledningen i artiklen om Bulgarien for resultat af folketælling.
Sofias hovedstad er, selvom den ikke officielt er en del af provinsen, hovedstaden Sofia. Provinsens største by er Samokov, og af andre store byer kan nævnes Botevgrad (ca. 24.000 indbyggere), Svoge (ca. 15.000 indbyggere) og Itjtiman (ca. 15.000 indbyggere). Minedrift er blandt provinsens hovedbeskæftigelseskilder, og flere af Sydøsteuropas største kobberminer ligger i området.